# 6.º Exército (Alemanha)
O 6.º Exército alemão foi um exército de campo da Alemanha, em ação nas duas guerras mundiais, mais conhecido historicamente por sua participação na Batalha de Stalingrado, durante a Segunda Guerra Mundial. O 6.º Exército esteve envolvido em vários crimes de guerra durante a invasão da Rússia, entre eles o massacre de Baby Yar em 1941.

## Primeira Guerra
Operou na frente ocidental na Primeira Guerra Mundial, lutando na Lorena e na Bélgica e foi o primeiro exército a ser atacado por gás pelos britânicos em setembro de 1915. Apesar das terríveis baixas infligidas, a ofensiva britânica falhou. Em março de 1917, sob o comando do general Ludwig von Falkenhausen, ele foi atacado por forças britânicas e canadenses na Batalha de Vimy Ridge, início da Batalha de Arras, sofrendo 20 mil baixas, cedendo ao inimigo 4 mil prisioneiros de guerra e sendo obrigado a debandar frente ao Corpo Canadense.

## Segunda Guerra
Na Segunda Guerra Mundial, o 6.º Exército, originalmente denominado 10.º Exército, foi formado em outubro de 1939, comandando pelo general nazista Walter von Reichenau. Sua primeira missão foi guardar as fronteiras ocidentais da Alemanha contra ataques da França e da Grã-Bretanha, durante a ofensiva alemã contra a Polônia, no leste. Com a invasão da França em 1940, atacou nos Países Baixos e Bélgica e serviu como flanco norte das forças alemães, ao longo da costa da Normandia.

### Stalingrado

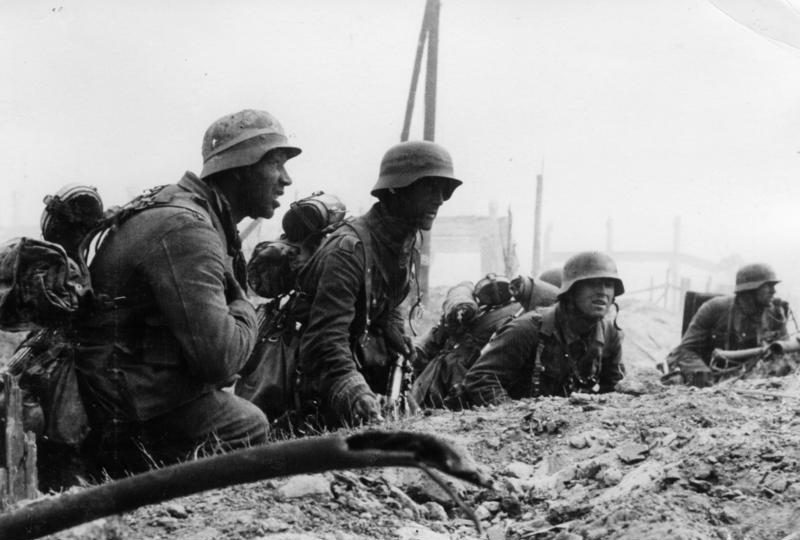
Tropas alemãs em Stalingrado

O envolvimento do 6.ª Exército na frente oriental da guerra, contra a URSS, foi como ponta-de-lança do Grupo de Exércitos Sul. Pouco depois de ser promovido a marechal-de-campo, Reichenau morreu num acidente aéreo em janeiro de 1942, quando era transportado ao hospital após um ataque cardíaco. Ele foi sucedido por seu antigo chefe de estado-maior, Friedrich Paulus. Paulus levou-o a uma vitória na segunda batalha de Kharkov, na primavera de 1942. Esta vitória selou seu destino, pois ele foi designado pelo OKH para o ataque a Stalingrado.
Nesta épica batalha, o 6.º Exército invadiu e capturou quase a totalidade da cidade em uma luta fratricida contra o 62.º Exército soviético, do Exército Vermelho, sendo finalmente cercado e derrotado pelas contraofensivas de inverno do inimigo, em fevereiro de 1943, num dos maiores desastres militares da história da Alemanha. Pela primeira vez um exército alemão inteiro foi destruído em combate.
Nos últimos dias do combate, Adolf Hitler retirou um oficial superior de cada divisão do exército cercado, para reconstituí-lo após Stalingrado. Esta nova formação se tornou ativa em março de 1943, sob o comando do General Karl Adolf Hollidt, que viria a lutar na Ucrânia e na Romênia, como parte do Grupo de Exércitos Sul e Grupo de Exércitos Sul da Ucrânia, e foi novamente praticamente destruído. Foi o único exército alemão na guerra e ser cercado e destruído por três vezes, contando com a rendição final da Alemanha.
Em fins de março de 1945, após nova recomposição, lutava em retirada pela Áustria. Seus poucos remanescentes renderam-se aos norte-americanos em 9 de maio, um dia após a rendição alemã.

## Comandantes
- Generalfeldmarschall Walter von Reichenau   (10 de outubro de 1939 - 1 de Dezembro de 1941)[2]
- Generalfeldmarschall Friedrich Paulus   (1 de janeiro de 1942 - 31 de Janeiro de 1943) (POW)
- Generaloberst Karl-Adolf Hollidt   (6 de Março 1943 - 22 de Novembro de 1943)
- General der Artillerie Maximilian de Angelis   (22 de Novembro 1943 - 19 de Dezembro de 1943)
- Generaloberst Karl-Adolf Hollidt   (19 de Dezembro 1943 - 25 de Março de 1944)
- General der Panzertruppe Sigfrid Henrici   (25 de Março 1944 - 7 de Abril de 1944)
- General der Artillerie Maximilian de Angelis   (8 de Abril de 1944 - 17 de Julho de 1944)
- General der Artillerie Maximilian Fretter-Pico   (18 de Julho de 1944 - 22 de Dezembro de 1944)
- General der Panzertruppe Hermann Balck   (23 de Dezembro de 1944 - 8 de Maio de 1945)

## Chefes de pessoal
- Generalmajor Friedrich Paulus (26 de Outubro de 1939 - 3 de Setembro de 1940)[2]
- Generalmajor Ferdinand Heim (3 de Setembro de 1940 - 15 de Maio de 1942)
- Generalleutnant Arthur Schmidt (15 de Maio de 1942 - 31 de Janeiro de 1943) (POW)
- Generalmajor Walther Wenck (6 de Março de 1943 - 10 de Março de 1943)
- Generalmajor Max Hermann Bork (10 de Março de 1943 - 15 de Abril de 1944)
- Generalmajor Helmuth Voelter (20 de Abril de 1944 - 9 de Agosto de 1944)   (KIA)
- Generalmajor Ludwig Heinrich (Heinz) Gaedcke   (15 de Agosto de 1944 - 8 de Maio de 1945)

## Oficiais de Operações
- Oberst Anton-Reichard Freiherr von Mauchenhe im genannt Bechtolsheim   (10 de Outubro de 1939 - 15 de Fevereiro de 1941)[2]
- Oberst Helmuth Voelter   (15 de Fevereiro de 1941 - 1 de Junho de 1942)
- Oberst Hans Elchlepp   (1 de Junho de 1942 - Novembro de 1942)
- Major Ernst Henne   (Novembro de 1942 - Janeiro de 1943)
- Oberstleutnant Günter von Below   (Janeiro de 1943 - 31 de Janeiro de 1943) (POW)
- Oberst Raimund Hörst   (6 de Março de 1943 - 17 de Setembro de 1943)
- Oberst Hans-Georg Eismann   (17 de Setembro de 1943 - 15 de Novembro de 1944)
- Oberstleutnant Otto Marcks   (15 de Novembro de 1944 - 20 de Janeiro de 1945)
- Oberstleutnant Heinz Toop   (20 de Janeiro de 1945 - 8 de Maio de 1945)

## Ordem de Batalha
21 de Dezembro de 1940
À disposição do 6.º Exército
- Division-Kommando z.b.V. 403
- II Corpo de Exército
- 6.ª Divisão de Infantaria
- 256.ª Divisão de Infantaria
- 216.ª Divisão de Infantaria
- XXVIII Corpo de Exército
- 251.ª Divisão de Infantaria
- 293.ª Divisão de Infantaria
- XXV Corpo de Exército
- 61.ª Divisão de Infantaria
- 211.ª Divisão de Infantaria
- 290.ª Divisão de Infantaria

3 de Setembro de 1941
À disposição do 6.º Exército
- 6.ª Divisão Panzer
- 56.ª Divisão de Infantaria
- 62.ª Divisão de Infantaria
- 168.ª Divisão de Infantaria
- Höheres Kommando z.b.V. XXXIV
- 132.ª Divisão de Infantaria
- 294.ª Divisão de Infantaria
- XXIX Corpo de Exército
- 95.ª Divisão de Infantaria
- 75.ª Divisão de Infantaria
- 299.ª Divisão de Infantaria
- 99. Leichte Infanterie Division
- 71.ª Divisão de Infantaria
- XVII Corpo de Exército
- 298.ª Divisão de Infantaria
- 44.ª Divisão de Infantaria
- 296.ª Divisão de Infantaria
- LII Corpo de Exército
- 111.ª Divisão de Infantaria
- 79.ª Divisão de Infantaria
- 262.ª Divisão de Infantaria
- 113.ª Divisão de Infantaria
- 98.ª Divisão de Infantaria

2 de Janeiro de 1942
À disposição do 6.º Exército
- 62.ª Divisão de Infantaria
- LI Corpo de Exército
- 44.ª Divisão de Infantaria
- 297.ª Divisão de Infantaria
- 2/3 57.ª Divisão de Infantaria
- XVII Corpo de Exército
- 294.ª Divisão de Infantaria
- 79.ª Divisão de Infantaria
- XXIX Corpo de Exército
- 75.ª Divisão de Infantaria
- 2/3 168.ª Divisão de Infantaria
- 1/3 57.ª Divisão de Infantaria
- 2/3 299.ª Divisão de Infantaria

22 de Abril de 1942
À disposição do 6.º Exército
- 454. Sicherungs-Division
- VIII Corpo de Exército
- Gruppe Koch (454. Sicherungs-Division)
- Gruppe Friedrich (Stab 62.ª Divisão de Infantaria)
- Hungarian 108th Light Division
- LI Corpo de Exército
- 44.ª Divisão de Infantaria
- 297.ª Divisão de Infantaria
- XVII Corpo de Exército (com o Regimento de Artilharia Eslovaco 31)
- 294.ª Divisão de Infantaria
- 79.ª Divisão de Infantaria
- XXIX Corpo de Exército
- 75.ª Divisão de Infantaria
- Gruppe Kraiß (168.ª Divisão de Infantaria)
- 57.ª Divisão de Infantaria

24 de Junho de 1942
- À disposição do 6.º Exército
- 100. Leichte Infanterie Division + Infanterie Regiment 369 (kroatisch)
- XVII Corpo de Exército
- 294.ª Divisão de Infantaria
- 79.ª Divisão de Infantaria
- 113.ª Divisão de Infantaria
- VIII Corpo de Exército
- 305.ª Divisão de Infantaria
- 389.ª Divisão de Infantaria
- 376.ª Divisão de Infantaria
- XXXX Corpo de Exército
- 336.ª Divisão de Infantaria
- 3.ª Divisão Panzer
- 23.ª Divisão de Panzer
- 29.ª Divisão de Infantaria Motorizada
- XXIX Corpo de Exército
- 75.ª Divisão de Infantaria
- 168.ª Divisão de Infantaria
- 57.ª Divisão de Infantaria

15 de Novembro de 1942
- LI Corpo de Exército
- 71.ª Divisão de Infantaria
- 79.ª Divisão de Infantaria
- 295.ª Divisão de Infantaria
- 100. Jäger Division + Infanterie-Regiment 369 (kroatisch)
- 24.ª Divisão Panzer
- 305.ª Divisão de Infantaria
- 14.ª Divisão de Infantaria
- 389.ª Divisão de Infantaria
- XIV Corpo de Exército
- Luftwaffen-Gruppe Stahel
- 94.ª Divisão de Infantaria
- 16.ª Divisão de Infantaria
- 3.ª Divisão de Infantaria Motorizada
- 60.ª Divisão de Infantaria Motorizada
- VIII Corpo de Exército
- 113.ª Divisão de Infantaria
- 76.ª Divisão de Infantaria
- XI Corpo de Exército
- 384.ª Divisão de Infantaria
- 44.ª Divisão de Infantaria
- 376.ª Divisão de Infantaria

19 de Novembro de 1942
- HQ
- IV Corps
- 29.ª Divisão de Infantaria Motorizada
- 297.ª Divisão de Infantaria
- 371.ª Divisão de Infantaria
- VII Corps
- 76.ª Divisão de Infantaria
- 113.ª Divisão de Infantaria
- XI Corps
- 44.ª Divisão de Infantaria
- 376.ª Divisão de Infantaria
- 384.ª Divisão de Infantaria
- XIV Corpo Panzer
- 3.ª Divisão de Infantaria Motorizada
- 60.ª Divisão de Infantaria Motorizada
- 16.ª Divisão Panzer
- LI Corps
- 71.ª Divisão de Infantaria
- 79.ª Divisão de Infantaria
- 94.ª Divisão de Infantaria
- 100. Jäger Division
- 295.ª Divisão de Infantaria
- 305.ª Divisão de Infantaria
- 389.ª Divisão de Infantaria
- 14.ª Divisão de Infantaria
- 24.ª Divisão de Infantaria
- 9. Flak Division
- 51.º, 53.º Mortar Regiment
- 2.º, 30.º Nebelwerfer Regiment
- 4.º, 46.º, 64.º, 70.º Regimento de Artilharia
- 54.º, 616.º, 627.º, 849.º Batalhão de Artilharia
- 49.º, 101.º, 733.º Batalhão de Artilharia Pesada
- 6.º, 41.º Pioneer Battalion

22 de Dezembro de 1942, 1 de Janeiro de 1943
- À disposição do 6.º Exército
- 6.ª Divisão Panzer
- IV Corpo de Exército
- 20.ª Divisão de Infantaria (Romenia)
- 297.ª Divisão de Infantaria
- 371.ª Divisão de Infantaria
- LI Corpo de Exército
- 71.ª Divisão de Infantaria
- 295.ª Divisão de Infantaria
- 100. Jäger Division + Regimento de Infantaria 369 (kroatisch)
- 79.ª Divisão de Infantaria
- 305.ª Divisão de Infantaria
- 389.ª Divisão de Infantaria
- XI Corpo de Exército (subordinado ao LI Corpo de Exército)
- 24.ª Divisão Panzer + 94.ª Divisão de Infantaria (parte)
- 16.ª Divisão Panzer + 94.ª Divisão de Infantaria(parte)
- 60.ª Divisão de Infantaria Motorizada
- VIII Corpo de Exército
- 113.ª Divisão de Infantaria
- 76.ª Divisão de Infantaria
- 376.ª Divisão de Infantaria + ½ 384.ª Divisão de Infantaria
- 44.ª Divisão de Infantaria + ½ 384.ª Divisão de Infantaria
- XXX Corpo Panzer
- 29.ª Divisão de Infantaria
- 3.ª Divisão de Infantaria Motorizada

9 de Abril de 1943
- À disposição do 6.º Exército
- 79.ª Divisão de Infantaria
- 23.ª Divisão Panzer
- 17.ª Divisão de Infantaria
- XXX Corpo Panzer
- Stab 444. Sicherungs-Division
- 454. Sicherungs-Division
- 111.ª Divisão de Infantaria
- XXiX Corpo de Exército
- 16. Luftwaffen-Feld-Division
- 16.ª Divisão de Infantaria Motorizada
- 336.ª Divisão de Infantaria
- XVII Corpo de Exército
- 294.ª Divisão de Infantaria
- 306.ª Divisão de Infantaria
- 302.ª Divisão de Infantaria
- Korps Mieth (IV Corpo de Exército)
- 304.ª Divisão de Infantaria
- 3. Gebirgs Division
- 335.ª Divisão de Infantaria

7 de Julho de 1943
- À disposição do 6.º Exército
- 16. Panzergrenadier Division
- XXIX Corpo de Exército
- Gruppe Recknagel (Stab 111.ª Divisão de Infantaria): 16. Panzergrenadier Division (parte), Kampf-Kommandant Taganrog, 111.ª Divisão de Infantaria
- 15. Luftwaffen-Feld-Division
- 17.ª Divisão de Infantaria
- 336.ª Divisão de Infantaria
- XVII Corpo de Exército
- 294.ª Divisão de Infantaria
- 306.ª Divisão de Infantaria
- 302.ª Divisão de Infantaria
- Korps Mieth (IV Corpo de Exército)
- 304.ª Divisão de Infantaria
- 3. Gebirgs-Division
- 335.ª Divisão de Infantaria

20 de Novembro de 1943
- XXXXIV Corpo de Exército
- 370.ª Divisão de Infantaria
- 4. Gebirgs-Division
- 17.ª Divisão Panzer
- 101. Jäger Division
- 73.ª Divisão de Infantaria
- Befehlshaber West-Taurien
- Slovak 1st Infantry Division (remnants)
- 4./Romanian 24th Infantry Division
- Stab 5. Feld-Division (L) + 153. Feldausbildungs-Division (part)
- Stab 15. Feld-Division (L)

26 de Dezembro de 1943
- XXXXIV Corpo de Exército
- 4. Gebirgs-Division
- 101. Jäger Division
- 73.ª Divisão de Infantaria
- 153. Feldausbildungs-Division (parte)

15 de Abril de 1944
- À disposição do 6.º Exército
- Kampfgruppe 302.ª Divisão de Infantaria + Divisionsgruppe 125
- Kampfgruppe 9.ª Divisão de Infantaria
- 1.ª Divisão de Infantaria da Eslováquia
- III Corpo de Exército Romeno
- Romanian Danube Staff
- Romanian 21st Infantry Division
- LXXII Corpo de Exército z.b.V.
- Kampfgruppe 304.ª Divisão de Infantaria
- Kampfgruppe 5. Feld-Division (L)
- 24.ª Divisão de Infantaria Romena (parte)
- XXXXIV Corpo de Exército
- Alarm-Einheiten
- 15.ª Divisão de Infantaria Romena
- Kampfgruppe 306.ª Divisão de Infantaria
- XXIX Corpo de Exército
- 153. Feldausbildungs-Division
- 76.ª Divisão de Infantaria
- Kampfgruppe 335.ª Divisão de Infantaria + Kampfgruppe 258.ª Divisão de Infantaria
- XXX Corpo de Exército
- Kampfgruppe 97. Jäger-Division
- Kampfgruppe 15.ª Divisão de Infantaria
- 257.ª Divisão de Infantaria
- 384.ª Divisão de Infantaria + Kampfgruppe 3. Gebirgs-Division + 14.ª Divisão Panzer
- LII Corpo de Exército
- Korps-Abteilung A (Divisionsgruppen 161, 293, 355)
- 320.ª Divisão de Infantaria
- Kampfgruppe 294.ª Divisão de Infantaria
- 4.ª Divisão de Montanha
- 13.ª Divisão Panzer
- XVII Corpo de Exército
- Kampfgruppe 17.ª Divisão de Infantaria + Kampfgruppe 2. Fallschirmjäger-Division + 4. *Gebirgs-Division (part)
- Korps-Abteilung F (Divisionsgruppen 38, 62, 123)

15 de Maio de 1944
Á disposição do 6.º Exército
- Kampfgruppe 76.ª Divisão de Infantaria
- Kampfgruppe 335.ª Divisão de Infantaria
- Kampfgruppe 2. Fallschirmjäger-Division
- 1.ª Divisão de Infantaria da Eslovaquia
- XXIX Corpo de Exército
- 304.ª Divisão de Infantaria
- Kampfgruppe 76.ª Divisão de Infantaria
- 258.ª Divisão de Infantaria
- 9.ª Divisão de Infantaria
- XXX Corpo de Exército
- 3. Gebirgs-Division (most)
- Gruppe Generalleutnant Köhler (subordinado ao XXX Corpo de Exército)
- 306.ª Divisão de Infantaria
- Kampfgruppe 15.ª Divisão de Infantaria
- Gruppe Generalleutnant Bechtolsheim (subordinado aoXXX Corpo de Exército)
- 257.ª Divisão de Infantaria + 258.ª Divisão de Infantaria(parte)
- 302.ª Divisão de Infantaria + 3. Gebirgs-Division (parte)
- Kampfgruppe 384.ª Divisão de Infantaria
- Gruppe General von Knobelsdorff (XXXX. Panzerkorps)
- Korps-Abteilung A (Divisionsgruppen 161, 293, 355)
- Kampfgruppe 320.ª Divisão de Infantaria
- Kampfgruppe 17.ª Divisão de Infantaria
- 3.ª Divisão Panzer
- 97. Jäger-Division
- 294.ª Divisão de Infantaria + 4. Gebirgs-Division (part)
- 4. Gebirgs-Division (most)
- 13.ª Divisão Panzer
- Alarm-Einheiten
- 14.ª Divisão Panzer
- XXXXIV Corpo de Exército (subordinada ao Gruppe General von Knobelsdorff)
- Gruppe Oberst Schmidt (Arko 128)
- Korps-Abteilung F (Divisionsgruppen 38, 62, 123) + Alarm-Einheiten
- 282.ª Divisão de Infantaria
- 10. Panzergrenadier Division + 11.ª Divisão Panzer

15 de Junho de 1944
À disposição do 6.º Exército
- 3.ª Divisão Panzer
- 13.ª Divisão Panzer
- XXX Corpo de Exército
- 306.ª Divisão de Infantaria
- 15.ª Divisão de Infantaria
- 257.ª Divisão de Infantaria
- 302.ª Divisão de Infantaria
- 384.ª Divisão de Infantaria
- LII Corpo de Exército
- Korps-Abteilung A (Divisionsgruppen 161, 293, 355)
- 17.ª Divisão de Infantaria
- 320.ª Divisão de Infantaria
- 97. Jäger-Division
- 294.ª Divisão de Infantaria
- 4. Gebirgs-Division
- XXXXIV Corpo de Exército
- 335.ª Divisão de Infantaria
- 282.ª Divisão de Infantaria
- 10. Panzergrenadier Division
- Korps-Abteilung F (Divisionsgruppen 38, 62, 123)
- 258.ª Divisão de Infantaria
- VII Corpo de Exército
- 14.ª Divisão de Infantaria (Romênia)
- 106.ª Divisão de Infantaria
- 370.ª Divisão de Infantaria

15 de Julho de 1944
À disposição do 6.º Exército
- 3.ª Divisão Panzer
- 13.ª Divisão Panzer
- 10. Panzergrenadier Division
- 97. Jäger-Division
- LII Corpo de Exército
- Korps-Abteilung A (Divisionsgruppen 161, 293, 355)
- 320.ª Divisão de Infantaria
- 294.ª Divisão de Infantaria
- 4.ª Divisão de Montanha
- XXXXIV Corpo de Exército
- 335.ª Divisão de Infantaria
- 282.ª Divisão de Infantaria
- 294.ª Divisão de Infantaria
- Korps-Abteilung F (Divisionsgruppen 38, 62, 123)
- VII Corpo de Exército
- 14.ª Divisão de Infantaria (Romênia)
- 106.ª Divisão de Infantaria
- 370.ª Divisão de Infantaria
- XXX Corpo de Exército
- 306.ª Divisão de Infantaria
- 15.ª Divisão de Infantaria
- 257.ª Divisão de Infantaria
- 302.ª Divisão de Infantaria
- 384.ª Divisão de Infantaria

15 de Agosto de 1944
À disposição do 6.º Exercito
- 13.ª Divisão Panzer
- XXX Corpo de Exército
- 306.ª Divisão de Infantaria
- 15.ª Divisão de Infantaria
- 257.ª Divisão de Infantaria
- 302.ª Divisão de Infantaria
- 306.ª Divisão de Infantaria (parte)
- LII Corpo de Exército
- 384.ª Divisão de Infantaria
- 320.ª Divisão de Infantaria
- 294.ª Divisão de Infantaria
- 161.ª Divisão de Infantaria
- XXXXIV Corpo de Exército
- 335.ª Divisão de Infantaria
- 282.ª Divisão de Infantaria
- 258.ª Divisão de Infantaria
- 62.ª Divisão de Infantaria
- VII Corpo de Exército
- 14.ª Divisão de Infantaria (Romênia)
- 106.ª Divisão de Infantaria
- 370.ª Divisão de Infantaria

31 de Agosto de 1944
À disposição do 6.º Exército
- LXXII Corpo de Exército z.b.V.
- XXIX Corpo de Exército
- 13.ª Divisão Panzer (restos)
- 10. Panzergrenadier Division (unidades restantes)
- 153. Feldausbildungs-Division (unidades restantes)
- 306.ª Divisão de Infantaria (restos)

28 de Setembro de 1944
- Gruppe Breith (III Corpo Panzer)
- III Corpo Panzer (subordinado ao Gruppe Breith)
- 23.ª Divisão Panzer
- 27.ª Divisão Leve (Hungria)
- Hungarian VII Corps (subordinado ao Gruppe Breith)
- Hungarian 4th Field Replacement Division
- 12.ª Divisão de Infantaria (Hungria)

13 de Outubro de 1944
À disposição do 6.º Exército
- 24.ª Divisão Panzer (em transição)
- IV Corpo Panzer
- III Corpo Panzer
- 13.ª Divisão Panzer
- 1.ª Divisão Panzer
- 23.ª Divisão Pazer
- Kampfgruppe 22. SS-Freiwilligen-Kavallerie-Division “Maria Theresia”
- Kampfgruppe Panzer-Grenadier-Division “Feldherrnhalle”
- 46.ª Divisão de Infantaria
- LXXII Corpo de Exército
- Hungarian VII. Corps
- Hungarian 4th Field Replacement Division
- 12.ª Divisão de Infantaria (Hungria)
- 76.ª Divisão de Infantaria

31 de Dezembro de 1944
- Gruppe Breith (III Corpo Panzer)
- Kavallerie-Korps (subordinatdo ao Gruppe Breith)
- 1.ª Divisão Panzer
- 23.ª Divisão Panzer
- 4. Kavallerie-Brigade
- Gruppe Pape (subordinated to Gruppe Breith)
- 3.ª Divisão Panzer
- Hungarian 1.ª Divisão de Cavalaria (Hungria)
- 8.ª Divisão Panzer + 6.ª Divisão Panzer
- 271. Volks-Grenadier-Division
- Gruppe Kirchner (LVII Corpo Panzer)
- LXXII Corpo de Exército (subordinated to Gruppe Kirchner)
- 6.ª Divisão Panzer + Hungarian Szent-László Division
- Hungarian 2nd Armored Division (restots)
- 3.ª Divisão Panzer
- LVII. Panzerkorps (subordinado ao Gruppe Kirchner)
- 8.ª Divisão Panzer (less armored part)
- Kampfgruppe Rintelen
- Kampfgruppe 357.ª Divisão de Infantaria(restos)
- IX. Waffen-Gebirgs-Armeekorps der SS
- Gruppe Schmidthuber
- Divisão Panzer “Feldherrnhalle”
- 13.ª Divisão Panzer + 10.ª Divisão de Infantaria (Hungria)
- 22. SS-Freiwilligen-Kavallerie-Division “Maria Theresia” + Hungarian 1st Armored Division
- 8. SS-Kavallerie-Division “Florian Geyer”
- 12.ª Divisão de Infantaria (Hungria) (restos) + Gruppe Kesseoe + Hungarian 23.ª Divisão de Reserva (Hungria) (restos)

21 de Janeiro de 1945
- XXX Corpo Panzer
- Stab Panzer-Division “Feldherrnhalle”
- 25.ª Divisão de Infantaria (Hungria)
- 3.ª Divisão Panzer
- 5. SS-Panzer-Division “Wiking”
- 3. SS-Panzer-Division “Totenkopf”
- 1.ª Divisão Panzer
- Gruppe Breith (III. Panzerkorps)
- III. Panzerkorps (subordinated to Gruppe Breith)
- 23.ª Divisão Panzer
- 4. Kavallerie-Brigade
- Kampfgruppe Hungarian 2nd Armored Division
- Hungarian VIII Corps (subordinado ao Gruppe Breith)
- 1.ª Divisão de Cavalaria (Hungria)
- I. Kavallerie-Korps
- 6.ª Divisão Panzer
- 3. Kavallerie-Brigade
- 96.ª Divisão Panzer
- 711.ª Divisão Panzer
- LVII. Panzerkorps
- Kampfgruppe 8.ª Divisão Panzer + Hungarian Szent-László Division
- 153. Feldausbildungs-Division
- 20.ª Divisão Panzer (em transição)
- 211. Volksgrenadier Division
- Kamfgruppe Staubwasser
- Reichsgrenadier-Division Hoch- und Deutschmeister
- IX. Waffen-Gebirgs-Armeekorps der SS
- Panzer-Division “Feldherrnhalle” (restos)
- 13.ª Divisão Panzer (restos)
- 8. SS-Kavallerie-Division “Florian Geyer” (restos)
- 22. SS-Freiwilligen-Kavallerie-Division “Maria Theresia” (restos)
- 10.ª Divisão de Infantaria (Hungria) (restos)
- 1.ª Divisão Armada (Hungria) (restos)
- 12.ª Divisão de Infantaria (Hungria) (restos)
- 23.ª Divisão de Reserva (Hungria) (restos)

1 de Março de 1945
- Gruppe Harteneck (I. Kavallerie-Korps)
- I. Kavallerie-Korps (subordinated to Gruppe Harteneck)
- 6.ª Divisão Panzer
- 3. Kavallerie-Division
- 96.ª Divisão Panzer
- 711.ª Divisão Panzer + 23.ª Divisão de Infantaria (Hungria)
- Hungarian VIII Corps (subordinated to Gruppe Harteneck)
- Kampfgruppe 1.ª Divisão de Cavalaria (Hungria)
- 3. Kavallerie-Division
- IV. SS-Panzerkorps
- 356.ª Divisão de Infantaria
- 5. SS-Panzer-Division “Wiking”
- 3. SS-Panzer-Division “Totenkopf” + Kampfgruppe Hungarian 2nd Armored Division

12 de Abril de 1945
À disposição do 6.º Exército
- 117. Jäger-Division
- Stellvertretendes XVIII Corpo de Exército (Wehrkreis XVIII)
- Kampfgruppe Wolf
- IV. SS-Panzerkorps
- Kampfgruppe 5. SS-Panzer-Division “Wiking”
- Kampfgruppe 3 Divisão Panzer
- Kampfgruppe 1.ª Divisão Panzer
- III Corpo Panzer
- 1. Volks-Gebirgs-Division
- Sperr-Verband Motschmann
- Kampfgruppe Oberst Raithel

30 de Abril de 1945
- IV. SS-Panzerkorps
- Kampfgruppe 3.ª Divisão Panzer
- Kampfgruppe 5. SS-Panzer-Division “Wiking”
- 14. Waffen-Grenadier-Division der SS (ukranische Nr. 1)
- XXX Corpo Panzer
- 1. Volks-Gebirgs-Division
- 1.ª Divisão Panzer